# Symfonie nr. 7 (Bruckner)
Symfonie nr. 7 is een compositie van Oostenrijks componist Anton Bruckner.

## Ontstaan
De zevende is van de symfonieën van Bruckner de eerste die gepubliceerd werd naar het oorspronkelijke handschrift van Bruckner. Samen met de vijfde en de zesde symfonie zijn er geen versieproblemen. 
De compositie ontstond tussen 23 september 1881 en 5 september 1883. Een opvallende nieuwe instrumentale kleur vinden we in het Adagio, omdat Bruckner Wagnertuba's (zoals we die kennen uit de Ring) gebruikt.

## Versies
De 1883-versie werd gespeeld op de première in 1884. Deze versie is verloren gegaan en ook nooit gepubliceerd; wel bestaat er een manuscript van, met “latere veranderingen door zowel Bruckner als anderen”. 
De herziene versie werd in 1885 gepubliceerd, met veranderingen, waarover echter discussie gaande is over in hoeverre die (alle) door Bruckner zijn geautoriseerd en in hoeverre ze het werk zijn van Arthur Nikisch, Franz Schalk en Ferdinand Löwe.

## Delen
- 1 Allegro moderato (in E)
- 2 Adagio: sehr feierlich und sehr langsam (in cis)
- 3 Scherzo: sehr schnell - Trio: etwas langsamer (in a)
- 4 Finale: bewegt, doch nicht schnell (in E)

## Structuur
1 Allegro moderato(in E)
Het hoofdthema is een melodie van 21 maten; een oneindige melodie van grote schoonheid en van lyrisch-episch karakter (hoorns, celli en vervolgens de altviolen). Het neventhema (getypeerd door een dubbelslag en ingezet door hobo en klarinet) en zelfs het ritmisch geprononceerde 3e thema blijven binnen het cantabele karakter. Het deel wordt monumentaal afgesloten door een coda dat steunt op een orgelpunt van 52 maten.
2 Adagio: sehr feierlich und sehr langsam (in cis)
Als hoogtepunt van deze symfonie wordt meestal dit adagio gezien. Bruckner heeft dit adagio zelf geduid: voorgevoel van de dood van Wagner. “Eens kwam ik naar huis en was zeer bedroefd en dacht bij mijzelf, de meester kan onmogelijk nog lang leven; toen viel mij het Adagio in cis in”
Het deel begint met een door altviolen en (5)(Wagner-)tuba’s gedomineerde treurzang. De melodie is verwant aan het “non confundar” uit het Te Deum van Bruckner. Er is een beweeglijker tweede thema in de violen (“mild und leise”). Met steeds nieuwe omspelingen komt halverwege bij variatie II het hoogtepunt: de sfeer slaat om naar C majeur. Steeds blijft daarna de sfeer geresigneerd; slechts zelden breekt het gevoel geheel door. Na nogmaals een plechtige treurzang van de tubae over de dood van Wagner verklinkt de coda in een zacht slot.
3 Scherzo: sehr schnell - Trio: etwas langsamer (in a)
Dit deel is gecomponeerd voor het Adagio. Toch is het goed op het adagio aangepast qua sfeer: hier niet de voor Bruckner gebruikelijke dorpse dans, maar een beknopt stuk van een grotesk tot als demonisch aan te duiden karakter.
Als middenstuk een lyrisch rustig wiegend trio.
4 Finale: bewegt, doch nicht schnell (in E)
Opent met een ongewoon opgewekt hoofdthema en een koraalachtig neventhema wat leidt tot een complexe doorwerking. Het deel eindigt met een herhaling van (in de visie van Höweler: pompeus opdissen van) het hoofdthema uit het begindeel

## Trivia
De treurzang uit het Adagio (cq “het non confundar” uit het Te Deum van Bruckner) is een belangrijk element in de Kindertotenlieder van Gustav Mahler.

## Betekenis
Met deze symfonie bereikte Bruckner wereldfaam; geen van zijn werken heeft deze roem ooit kunnen overtreffen. De eerste uitvoering onder Arthur Nikisch, maar vooral de tweede op 10 maart 1885 onder Hermann Levi in München was daar debet aan. Het aan koning Ludwig II van Beieren gewijde werk is vooral meeslepend door zijn melodische rijkdom en warme klankkleur.